# NGC 7174
NGC 7174 ist eine Spiralgalaxie vom Hubble-Typ Sab im Sternbild Südlicher Fisch. Sie ist schätzungsweise 120 Millionen Lichtjahre von der Milchstraße entfernt und hat einen Durchmesser von etwa 80.000 Lichtjahren. Gemeinsam mit NGC 7172, NGC 7173 und NGC 7176 bildet sie die Hickson Compact Group 90.
Das Objekt wurde am 28. September 1834 von dem britischen Astronomen John Herschel entdeckt.